# Christian Speck

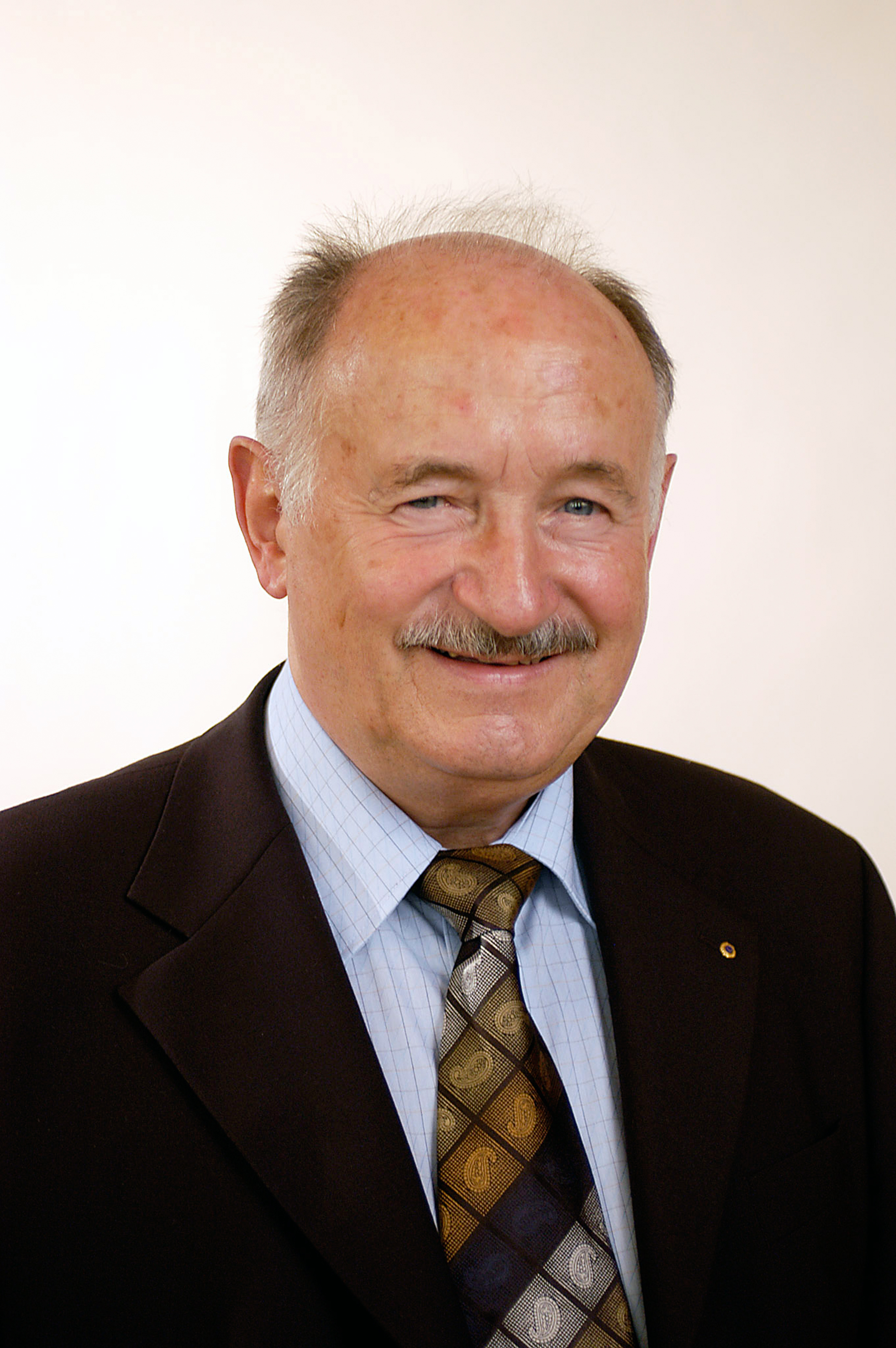
Christian Speck

Christian Speck (* 22. Dezember 1937 in Menziken; † 5. Mai 2005 in Aarau) war ein Schweizer Politiker (SVP). Bürger von Oberkulm. Er war von den Wahlen 1995 bis zu seinem Tod 2005 Aargauer Vertreter im Nationalrat. 

## Leben
Christian Speck war Bäckermeister und präsidierte ab 1998 den Schweizerischen Bäcker-Konditorenmeisterverband. Von 1973 bis 1996 war er Gemeindeammann von Oberkulm. Als Nationalrat beschäftigte Speck sich vor allem mit der Energiepolitik. Er sass in den Verwaltungsräten mehrerer Kraftwerksgesellschaften.
Er starb am 5. Mai 2005 überraschend, kurz nachdem bei einem Gesundheits-Check Herzprobleme festgestellt worden waren und er operiert werden musste. Sein Nachfolger im Nationalrat wurde Lieni Füglistaller, der am 30. Mai 2005 zu Beginn der Sommersession vereidigt worden ist.